# プファルツ語
プファルツ語（ドイツ語: Pfälzisch, 低ザクセン語: Pälzisch）は、ドイツ語に属する一方言で、高地ドイツ語の中部ドイツ語のうち西中部ドイツ語の系統であるライン・フランケン語に属し、ドイツ中西部のプファルツ地方で話される。ファルツ語、プァルツ語とも表記される。

## 言語コード
ISO 639-3の言語コードは「pfl」。